# تضيق رئوي
التضيق الرئوي (بالإنجليزية: Pulmonary stenosis)‏ هو تضيّق إما ديناميكي أو ثابت لمجرى تدفق الدم في البطين الأيمن إلى الشريان الرئوي.
يتم تشخيص هذا الاعتلال بدايةً في مرحلة الطفولة.
عادةً يكون هذا التضيق ناتجًا عن تضيق خاص بالصمام الرئوي كما في حالة (تضيق الصمام الرئوي)، لكن أحيانًا يكون هذا التضيق أسفل الصمام، أو أعلاه كما في حالة (تضيق الشريان الرئوي). أيضًا يمكن لهذا التضيّق أن يحدث مترافقًا مع إحدى الأمراض القلبية الخلقية المعقدة.

## الاعتلال الوظيفي
يتسبب التضيّق الرئوي عند وجوده بنشوء مقاومة لجريان الدم وعبوره البطين الأيمن، وينتج عن ذلك تضخم البطين الأيمن. أيضًا، عند حدوث فشل للبطين الأيمن، فإن الضغط على الأذين الأيمن يزداد، ويمكن أن يؤدي إلى إعادة فتح الثقبة البيضوية، ويسبب في انتقال الدم الغيرمؤكسد إلى الأذين الأيسر، ويكون ناتج ذلك حدوث الزرقة في الجسم. يتسبب أيضًا التضيّق الرئوي بقصور القلب الاحتقاني، إذا كان التضيق بسيطًا، وعندها يكون الاحتقان الوريدي ملاحظًا. يمكن أن يرافق ذلك أيضًا اعتلال آخر كالقناة الشريانية المفتوحة والتي تقوم بتعويض جزئي للتضيق وذلك بتحويل الدم من الأبهر إلى الشريان الرئوي ثم إلى الرئتين.